# Остання спокуса
«Остання спокуса» (угор. Az utolsó kísértés) — третя й остання частина науково-фантастичної трилогії угорського письменника Петера Жолдоша, в якому оцінюється діяльність авана Грегора Мана. Основне питання сюжету полягає в тому, чи може людина (навіть на владній посаді) впливати на хід історії.

## Сюжет
Під час своєї першої міжзоряної подорожі земний астронавт Грегор Ман опиняється на планеті, населеній інопланетянами, де стає божественним лордом одного з міст-держав, Авани. Як король, намагається впровадити земну технологію та (ідеалізовану) мораль у давніх умовах. Головне питання – чи може людина впливати на хід історії?
Події роману відбувається в останні роки перебування Грегора Мана в Гаммі. У романі спогади та діалоги розкривають хід «історії», яку не завершили в попередній книзі. Земля запустила ще один космічний корабель до планети, він прилетів, але з невідомої причини вибухнув над столицею Абану, Акда, й знищив місто разом з правителем Абану, завдяки чому також ліквідував Абанську загрозу.
У книзі автор також порушує проблеми контакту цивілізацій різних рівнів розвитку: що відбудеться, коли одне з прибережних міст-держав приблизно рівня Авани зробить «технологічний стрибок»? Результат не дуже втішний: у романі Авана підпорядковує собі всі навколишні міста. Але інший варіант також є загрозливим: як тільки середньовічні розвинені народи іншого континенту вирішать завоювати віддалені території, тоді прибережні міста-держави також припинять своє існування. Завоювання не відбулося за життя Грегора, бо лише декілька інших мешканців прибережжя вижили після перетину океану (Еніт, Денджар).
Грегор Манн має сумніви щодо того, чи слід нав’язувати земні технології та земний соціальний порядок населенню Гамми.
Наприкінці роману інопланетяни прилетіли на планету Гамма і пропонують Грегору Ману приєднатися до них, до Альянсу Розуму. Разом із цим приходить безсмертя. В останній розмові вони оцінюють роботу, яку він зробив на планеті, як марну. У романі Грегор все ще відмовляється приєднатися, але пропозиція залишається відкритою, оскільки незнайомець залишає його пам’ять і каже, що якби Грегор змінив своє рішення, вони пішли б за ним. Можливо, що так і відбулося, тому що кісток «Божественного Господа» в пізніші віки не знайдено, в могилі є лише глиняні таблички.
(Примітка: Насправді книга не закінчується на цьому, допоки існує лише всюдисуща цифрова версія. Наприкінці історії, тисячу років потому, археологи Гамми знаходять нотатки Грегора Мана, з якими зв’язується земний Альянс розвідки. З цієї частини видно, наскільки змінилася історія через вплив однієї людини; проте залишилося відкритим питання: Чи змінилися закони створення відносин в Альянсі?)